# Republik Jämtland

Die inoffizielle Flagge der Republik Jämtland

Die Republik Jämtland ist ein Kultur- und Marketingprojekt im schwedischen Jämtland mit regionalpolitischer Prägung. Der historische Hintergrund ist die Tatsache, dass Jämtland im Mittelalter ein nahezu selbständiges Reich war, das bis 1470 vom Jamtamot gesteuert wurde und erst 1645 zu Schweden kam. Die kulturellen, historischen und sprachlichen Verbindungen zum norwegischen Trøndelag waren immer stärker als zu den umgebenden schwedischen Provinzen.
Die Anfänge der Bewegung liegen im Jahr 1963, als Yngve Gamlin sich während des Musikfestivals Storsjöyran in Östersund zum „Präsidenten von Jämtland“ ausrief. 1967 erhielt die Republik eine Art offizielle Anerkennung, als Gamlin nach Harpsund eingeladen wurde und zusammen mit anderen Staatsmännern und dem schwedischen Premierminister Tage Erlander in einem Ruderboot saß. In den 1970ern wurde es ruhig um die Republik, doch lebte sie erneut im Jahre 1983 auf, als Moltas Erikson zum neuen Präsidenten gewählt wurde. Seit Mai 2022 ist Eva Charlotta Röse, Schauspielerin, in Deutschland bekannt als Darstellerin der Kommissarin Maria Wern, Kripo Gotland, neue Präsidentin. Ministerposten halten heute die bekannten Jämten Olof Johansson, Bodil Malmsten und Kim Anderzon.
Die Republik manifestiert sich in einer eigenen Flagge, in der jämtländischen Sprache (Jamska) und im Storsjöyran-Festival. Das Jämtlandlied Så tåga vi tillsammans bort („So ziehen wir zusammen fort“), die „Nationalhymne“ der Republik Jämtland, geschrieben von Wilhelm Peterson-Berger, wird jährlich während des Storsjöyran-Festivals nach Ewert Ljusbergs Präsidentenrede von 25.000 Jämten auf dem zentralen Platz von Östersund lautstark gesungen.
Unter dem Titel „Vereinigte Republiken von Jämtland, Härjedalen und Ravund“ (Förenade republikerna Jamtland, Herjeådalen och Ravund) existiert eine  Erweiterung, die auch Härjedalen und Ravund (das Gebiet der heutigen Gemeinde Ragunda) mit einbezieht. 
Gestützt werden die Ziele der „Befreiungsbewegung für die Vereinigten Republiken von Jämtland, Härjedalen und Ravund“ (Befrielserörelsen för de förenade republikerna Jamtland, Herjeådalen och Ravund) von der quasi-militärischen „JRA - Jamtland Republican Army“, die vor allem mit „sogenannten Entführungen, Wegezöllen, Pass- und Visakontrollen und anderem Unfug“ auf sich aufmerksam machen.
In Anlehnung an die Republik Jämtland benannte sich das American-Football-Team aus Östersund Jamtland Republicans und wählte als Teamfarben Blau, Weiß und Grün.